# コドルニウ
コドルニウ（Codorníu カタルーニャ語発音: [kuðurˈniw]: カタルーニャ語発音はクドゥルニウ）は、スペイン・カタルーニャ州に拠点を置くカバ（スパークリングワイン）の生産者。世界最大規模のワイナリー・グループである。コドーニュ、コドルニュと表記されることもある。
1551年にスペイン帝国・カタルーニャ地方で設立された。スパークリングワインの生産者としては世界最古であり、年間約8,500万本を製造するフレシネ社に次いで世界第2位の生産量を持つ。年間約6,000万本のワインを製造しており、世界100カ国以上に輸出している。

## 歴史
コドルニウ家のワイン製造の歴史は16世紀半ばまで遡ることができる。1551年にジャウマ・コドルニウによってコドルニウ社が創業され、ブドウ栽培とスティル・ワインの醸造を行っていた。当時の文献によれば、コドルニウ家はワイン製造に関連したいくつかの機械や器具を持っていた。1659年にはアナ・コドルニウがミケル・ラベントスと結婚し、ともにワイン製造で長い歴史を持つコドルニウ家とラベントス家が結ばれた。約200年を経た1872年には、ラベントス家のホセ・ラベントスがフランス・シャンパーニュ地方のシャンパン同様のトラディショナル方式を用いて、スペインで初めてスパークリングワインを製造し、1885年に商品化を行った。1894年のアントウェルペン国際博覧会では、コドルニウ社のワインがスペイン産ワインとして初めて金賞を受賞している。1897年にはスペイン王妃マリア・クリスティーナによって、スパークリングワインとして初めてスペイン王室御用達となった。
1895年から1915年の間には、マヌエル・ラベントスによってサン・サドゥルニ・ダノイアにコドルニウ家のワインセラーが建てられた。カタルーニャ人建築家のジュゼップ・プッチ・イ・カダファルクが建物の設計を担当している。当時のコドルニウ家は約10,000本/年のスパークリングワインを生産しており、ワインセラーの構造はとても堂々としたものだった。当時としては珍しく、コドルニウ家のワイナリーは道路や鉄道線から少し離れた距離にあった。マヌエル・ラベントスはブドウ畑とワイナリーの距離の近さがワインの品質向上の鍵だと悟り、一家のワイナリーがブドウ畑の近くにあるべきだと主張した。
今日でもコドルニウ社はブドウ栽培からワイン醸造までのすべての工程を自社で行っている。1975年以降にはスパークリングワインだけでなくスティルワインの製造にも注力している。アメリカ合衆国のカリフォルニア大学デービス校と共同で、系列ワイナリーであるライマット社のブドウ畑を整備し、最新設備を導入してブドウ栽培や醸造技術の改革などを行っている。1983年にはシャルドネ種を用いたカバを初めて商品化し、2000年にはピノ・ノワール種を用いたカバを初めて商品化し、2010年にはブラン・ド・ノワールのカバを初めて商品化した。自社畑の総面積は約3,500ヘクタールにもおよび、自社および創業者一族が所有している畑のみからブドウを調達している。

## ワイナリー

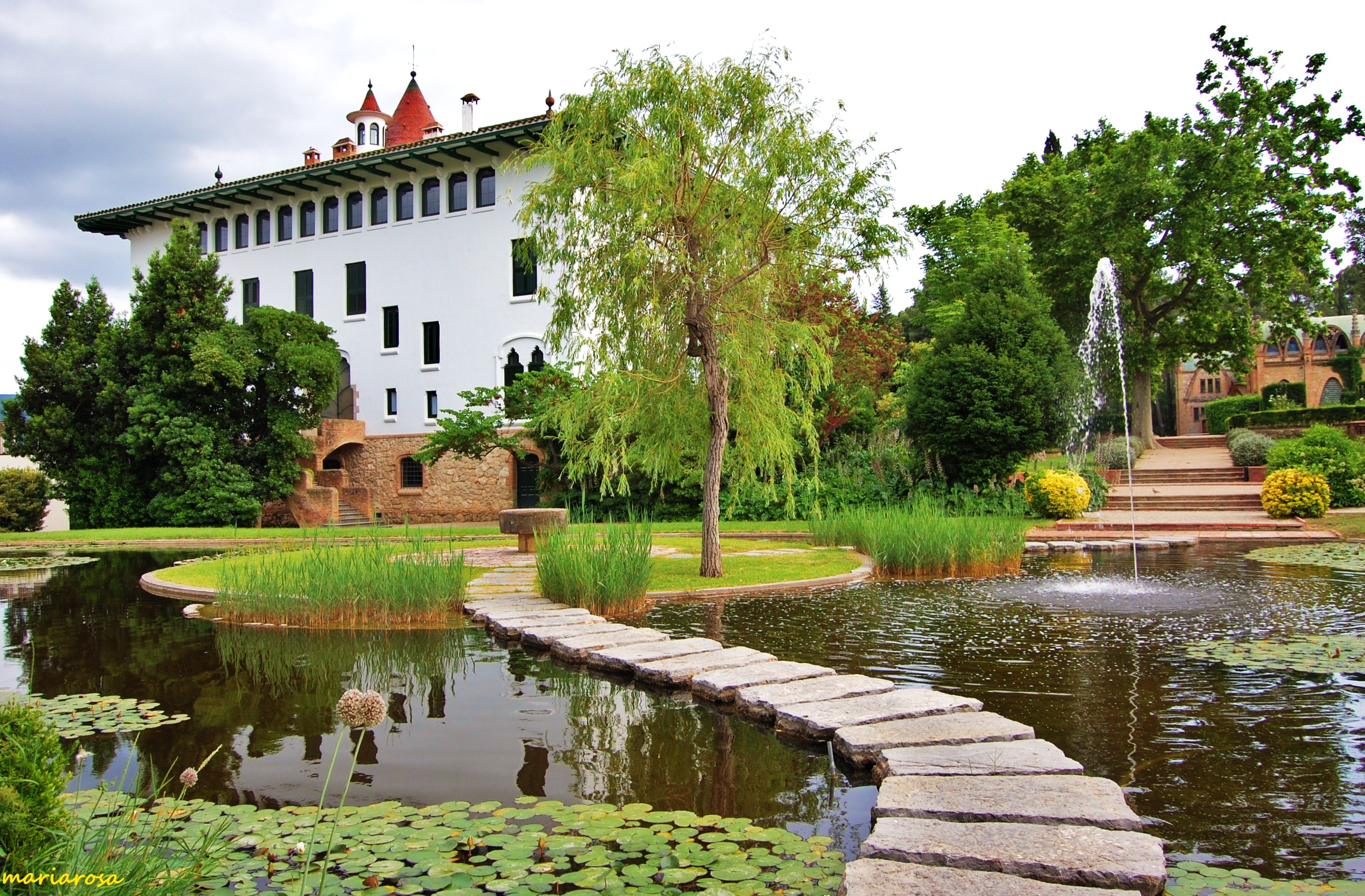
コドルニウ社のワイナリー

サン・サドゥルニ・ダノイアにあるコドルニウ社のワイナリー（ボデガ）は、アントニ・ガウディと同時代にカタルーニャ地方で活動した建築家のジュゼップ・プッチ・イ・カダファルクによって設計された。スペインのモデルニズモ様式を代表する建築物であり、近代的な設備と最新の装備を有している。1976年、このワイナリーはフアン・カルロス1世によって国定文化財に指定された。
コドルニウ社はサン・サドゥルニ・ダノイアにあるワイナリーを含め、スペイン国内に7棟、アメリカ合衆国・カリフォルニア州に1棟、アルゼンチンに1棟、計9棟のワイナリーを所有している。

## 主要なラベル
- カバ・クラシコ・ブリュット（カバ）
- カバ・ジャウマ（カバ）
- カバ・セレクシオン・ラベントス（カバ）
- リオハ・ビーニャ・ポマル・ビルバイナス（赤）
- コルテルス・デル・セグレ・テンプラニーリョ・ライマット（赤）

- 出典 : 斎藤研一『世界のワイン生産者400』美術出版社, 2014年, p.72

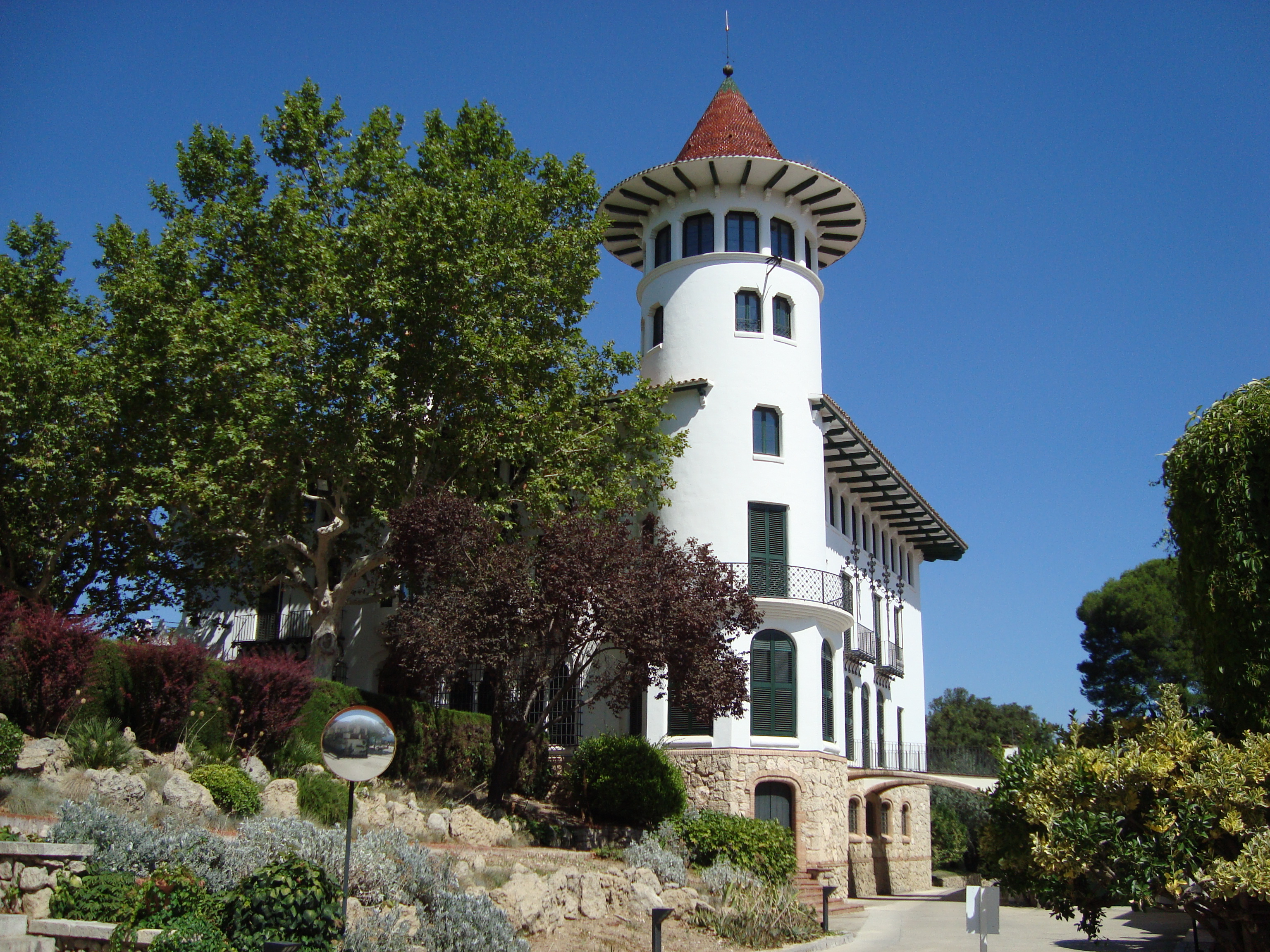
コドルニウ社のワイナリー
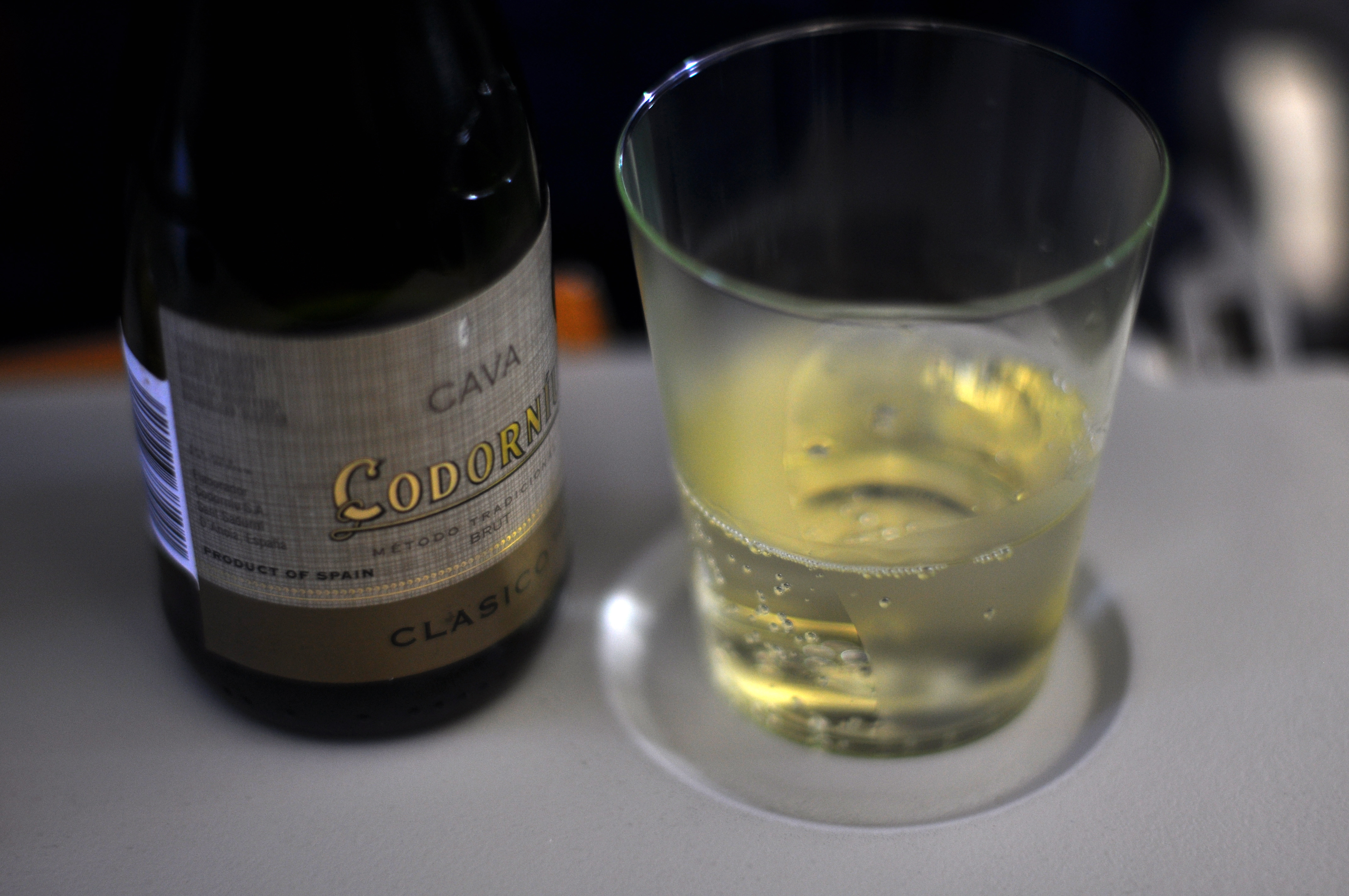
コドルニウ社のカバ
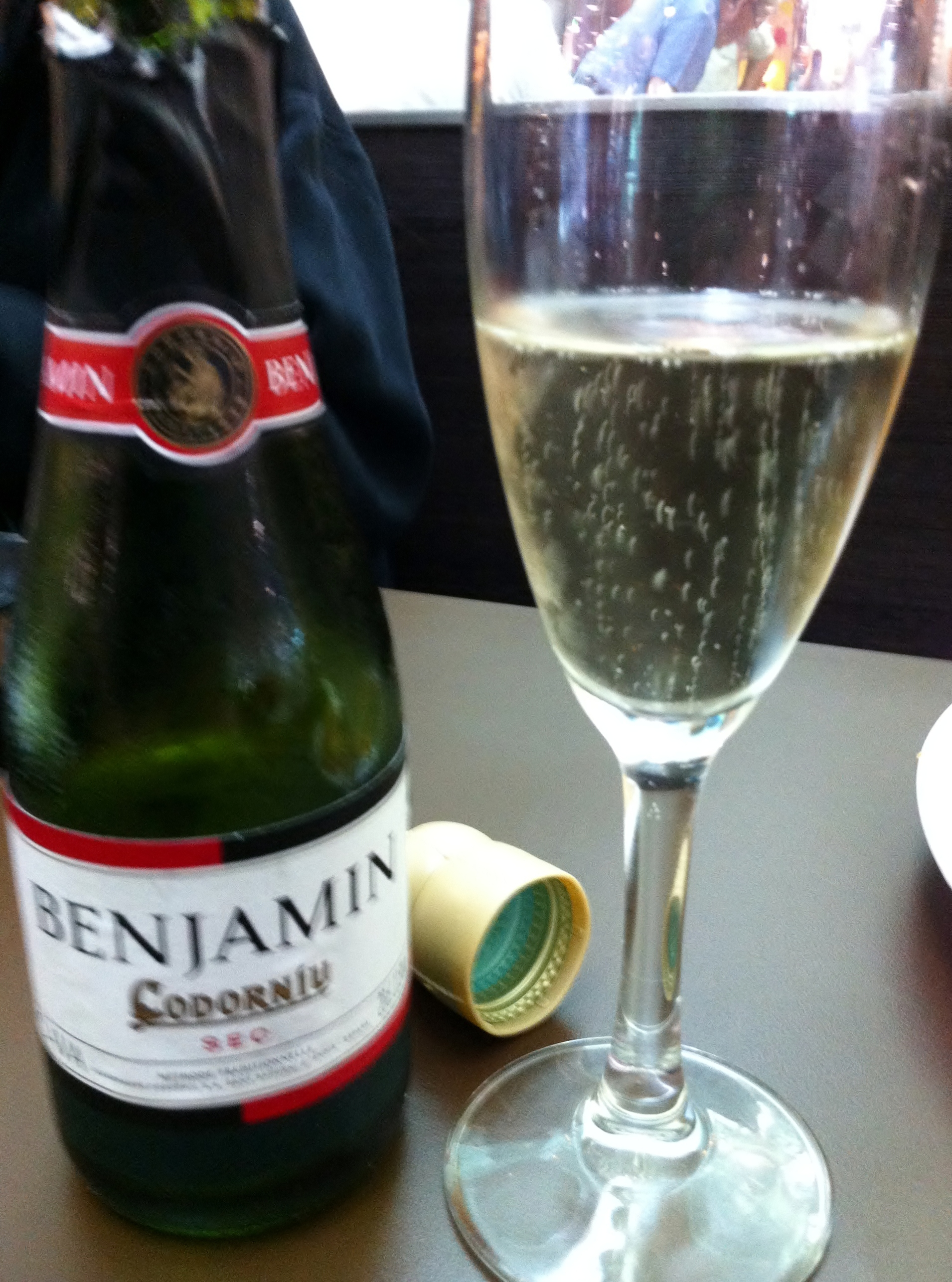
機内で提供されているコドルニウ社のカバ
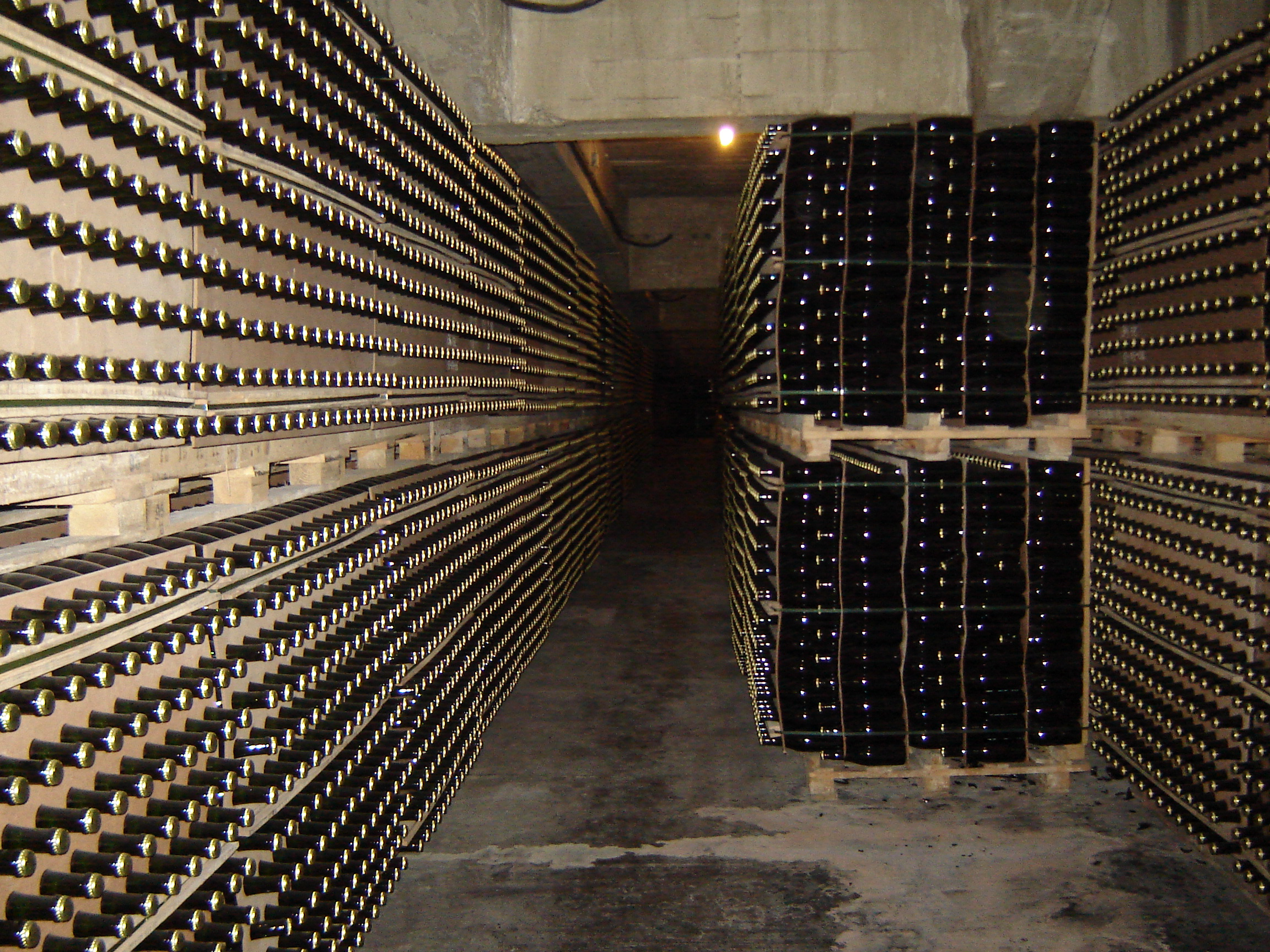
コドルニウ博物館のワインセラー